# 中里光典
中里 光典（なかざと みつのり 1957年3月7日- ）は、元競輪選手。日本競輪学校（当時）第42期卒業。現役時は日本競輪選手会兵庫支部所属。

## 来歴
初出走は1978年10月8日の甲子園競輪場で、初勝利も同日。このデビュー戦は1着・1着・2着であった。初優勝は同年12月12日の岸和田競輪場でのレース。
1982年3月に大垣競輪場にて開催された第35回日本選手権競輪では、一次予選4着・二次予選1着・準決勝3着と勝ち上がり、決勝では4角付近で捲りきった高橋健二の番手にすっぽりと収まる形で入り込み、直線で高橋を差して優勝を果たす。ちなみにこのレースが初の特別競輪（現在のGI）決勝進出で、なおかつ6番車ということもあり、人気は全くなかった。
だが、特別競輪の決勝進出は引退までこの1回限りであり、また特別競輪出場そのものも1984年の第35回高松宮杯競輪が最後であった。1983年よりS級が誕生したが、そのS級では一度も優勝を果たせなかったことから、典型的な一発屋選手だった。
このほか、日本の競輪発祥40周年を記念して1988年10月18日に平塚競輪場にて開催された企画レース「ルビーカップ」（現在の共同通信社杯競輪のルーツとなるレース）のうち、シニア杯に出場した。このときはメンバー最年少選手ということもあり、人気の中心に推されたものの、6着に敗れた（優勝は荒木実）。
長い間選手として活躍を続けてきたが、晩年は最下位のA級3班に降格となり、2012年11月6日の和歌山競輪場第2R・A級チャレンジ一般戦で2着となった後、同年11月13日に選手登録を消除した。
通算成績は2593戦367勝、優勝30回（うち特別競輪1回）。

## 主な獲得タイトルと記録
- 1982年 - 日本選手権競輪（大垣競輪場）